# Fondeadero Magallanes
Fondeadero Magallanes (spanisch) ist ein Naturhafen im Paradise Harbor vor der Danco-Küste des Grahamlands auf der Antarktischen Halbinsel. Er liegt nördlich der Islotes Inútil vor dem östlichen Ende der Bryde-Insel.
Chilenische Wissenschaftler benannten ihn nach dem Walfangschiff Magallanes, das am 18. September 1903 als erstes Schiff des modernen industriellen Walfgangs in antarktische Gewässer aufgebrochen war.